# Song Machine, Season One: Strange Timez
Song Machine, Season One: Strange Timez è il settimo album in studio del gruppo musicale britannico Gorillaz, pubblicato nel 2020.

## Tracce
1. Strange Timez (ft. Robert Smith) – 3:47
2. The Valley of the Pagans (ft. Beck) – 3:01
3. The Lost Chord (ft. Leee John) – 4:03
4. Pac-Man (ft. Schoolboy Q) – 3:12
5. Chalk Tablet Towers (ft. St. Vincent) – 3:02
6. The Pink Phantom (ft. Elton John & 6lack) – 4:13
7. Aries (ft. Peter Hook & Georgia) – 4:13
8. Friday 13th (ft. Octavian) – 3:35
9. Dead Butterflies (ft. Kano & Roxani Arias) – 4:33
10. Désolé (ft. Fatoumata Diawara) (Extended Version) – 5:33
11. Momentary Bliss (ft. Slowthai & Slaves) – 3:41

CD bonus nell'edizione deluxe
1. Opium (ft. EarthGang) – 6:50
2. Simplicity (ft. Joan as Police Woman) – 2:44
3. Severed Head (ft. GoldLink & Unknown Mortal Orchestra) – 3:34
4. With Love to an Ex (ft. Moonchild Sanelly) – 3:00
5. MLS (ft. JPEGMafia & Chai) – 3:14
6. How Far? (ft. Tony Allen & Skepta) – 2:46
7. Taxi Back to 80's Reykjavík – 2:43 – presente nell'edizione giapponese

## Classifiche
| Classifica (2020)         | Posizione massima |
| ------------------------- | ----------------- |
| Australia                 | 5                 |
| Austria                   | 9                 |
| Belgio (Fiandre)          | 6                 |
| Belgio (Vallonia)         | 12                |
| Canada                    | 18                |
| Danimarca                 | 12                |
| Francia                   | 19                |
| Germania                  | 9                 |
| Grecia                    | 19                |
| Irlanda                   | 2                 |
| Italia                    | 23                |
| Nuova Zelanda             | 5                 |
| Paesi Bassi               | 6                 |
| Polonia                   | 41                |
| Portogallo                | 2                 |
| Regno Unito               | 2                 |
| Spagna                    | 24                |
| Stati Uniti               | 12                |
| Stati Uniti (alternative) | 2                 |
| Stati Uniti (rock)        | 3                 |
| Svizzera                  | 8                 |
| Ungheria                  | 4                 |